# كأس كازاخستان 1999–2000
كأس كازاخستان 1999–2000 (بالروسية: Кубок Казахстана по футболу 1999/2000)‏ هو الموسم 8 من كأس كازاخستان. أقيم خلال الفترة 11 مايو 1999 وحتى 1 يوليو 2000، وأشرف على تنظيمه اتحاد كازاخستان لكرة القدم، وكان عدد الأندية المشاركة فيه 16، وفاز فيه نادي كايرات.